# Campanya antireligiosa a l'URSS (1958-1964)

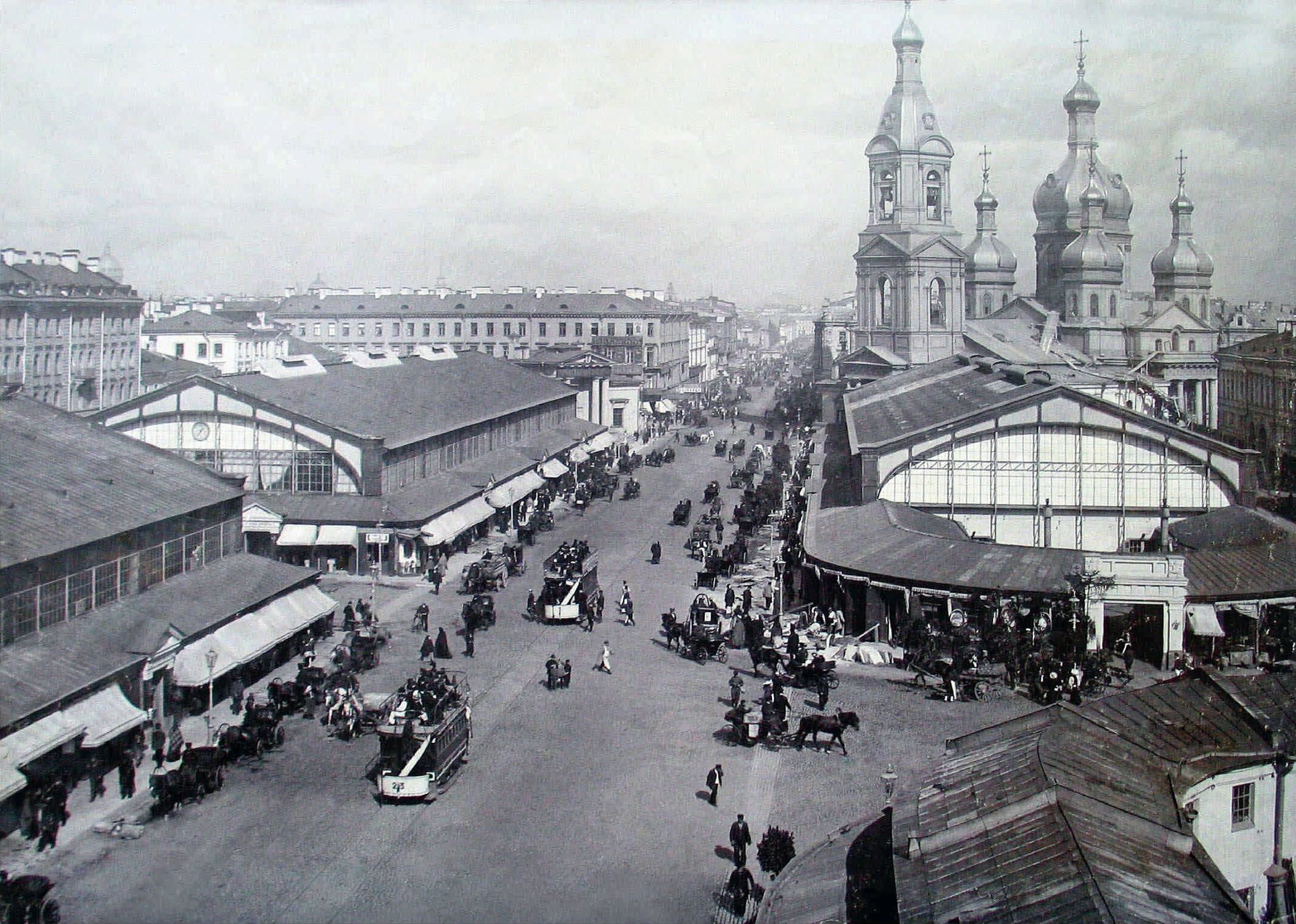
Església del Salvador a la plaça Sennaia a Leningrad va ser una de les moltes esglésies notables destruïdes durant El Desglaç

La Campanya antireligiosa de Nikita Khrusxov va ser l'última campanya anti-religiosa empresa a la Unió soviètica. Va succeir un període comparativament tolerant cap a la religió que havia durat de 1941 fins a finals dels anys 1950. Com a resultat, l'església havia crescut en mida i afiliació, inquietant el govern soviètic i resultant una nova campanya de persecució. L'objectiu de les campanyes anti-religioses eren per aconseguir la societat atea prevista pel comunisme.
Khrusxov durant molt de temps havia mantingut opinions radicals pel que fa a l'abolició de religió, i aquesta campanya va resultar en gran part més pel seu propi lideratge que per pressió del PCUS. El 1932 havia estat el Primer Secretari del Partit de la Ciutat de Moscou i va enderrocar més de 200 esglésies ortodoxes Orientals que inclourien molts monuments del patrimoni de la història de Rússia. Va ser iniciador el juliol de 1954 d'una resolució de Comitè Central del PCUS hostil a la religió. No va ser capaç de posar a la pràctica les seves idees fins que va aconseguir una consolidació més gran del control del PCUS a finals dels anys 1950.
La campanya antireligiosa de l'era Khrusxov va començar el 1959, coincidint amb el vint-i-unè Congrés del Partit el mateix any. Va ser duta a terme tancant en massa esglésies (reduint-ne el nombre de 22.000 el 1959 a 13.008 1960 i a 7.873 el 1965), monestirs, i convents, així com els seminaris existents (els cursos pastorals serien prohibits en general). La campanya també incloïa una restricció de drets parentals per ensenyar religió als fills, una prohibició de la presència de nens a serveis d'església (començant el 1961 amb els batejos i després estès a altres ritus ortodoxos el 1963), i una prohibició de l'administració de l'Eucaristia a nens de més de quatre anys. Khrusxov a més va prohibir tots els serveis que tenien lloc fora dels murs de l'església, va renovar l'aplicació de la legislació de 1929 legislació que prohibeix pelegrinatges, i va enregistrar les identitats personals de tots els adults que demanen batejos, casaments o funerals. També va desautoritzar el so de les campanes i serveis diürns en alguns llocs rurals de maig a finals d'octubre sota el pretext de requisits de feines del camp. El no compliment d'aquests controls pel clergat suposava la desautorització de la inscripció estatal per ells (cosa que significava que ja no podrien fer feina pastoral o litúrgia en absolut, sense permís estatal especial). L'estat va dur a terme jubilacions forçoses, detencions i sentències de presó a clergues que van criticar l'ateisme o la campanya antireligiosa, que organitzaven actes de caritat cristiana o que feien de la religió un exemple personal.

## Educació

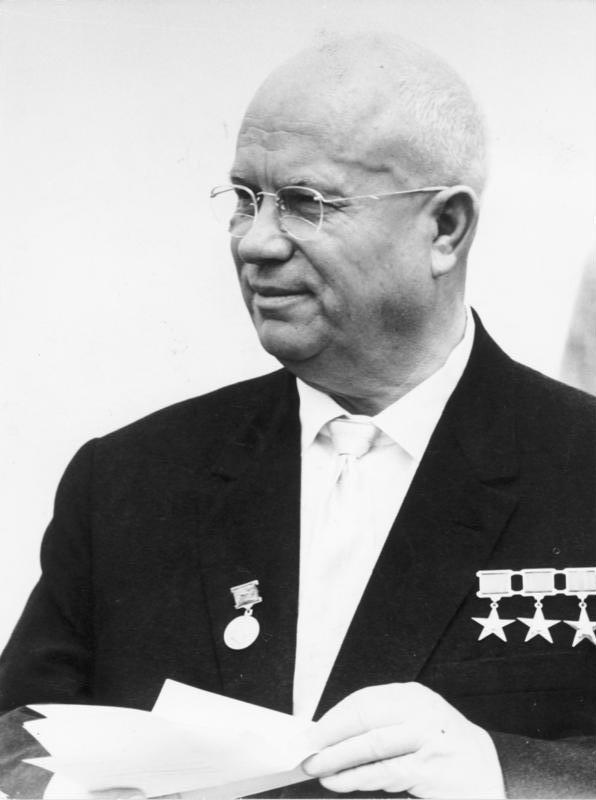
Iniciador de la campanya - Nikita Khrusxov

Khrusxov demanava que l'educació comunista procurés per una consciència lliure de supersticions i prejudicis religiosos.
Una de les primeres manifestacions de la campanya, com el que va passar els anys 1920, va ser l'eliminació de creients practicants de l'ensenyament. El 1959, un informe 'desemmascara' creients secrets en facultats d'educació. En un cas un estudiant cristià va ser preguntat com ensenyaria en un sistema escolar ateu, i va respondre "donaré totes les respostes d'acord amb el marxisme. Quines són les meves conviccions personals no interessa." El mateix article informava de la preocupació que estudiants ateus sentien de no poder guanyar una discussió amb creients.
La premsa va demanar més un currículum ateu més agressius a les institucions pedagògiques.
El 1959 es va introduir un curs obligatori anomenat 'Les bases de l'ateisme científic' en totes les altes institucions d'aprenentatge. Es va començar a ensenyar intensivament Evolució i orígens de la vida en el sistema escolar 1959-1960, i totes les ciències naturals van ser subordinades al propòsit de donar estudiants una actitud científico-materialista (atea) cap a la naturalesa.
Als creients podria ser denegada la graduació en altes institucions d'aprenentatge a causa de la seva religió.
El sistema escolar va ser criticat el 1960 en una carta oberta al Ministre rus d'Educació per fallar en el seu deure d'eliminar les creences religioses entre els seus estudiants. La carta afirmava que els pares dels creients eren fanàtics i que els creients actius així com el clergat eren uns estafadors. El ministre va contestar precisant que el sistema d'educació s'estava fent i reafirmant que considerava les creences religioses com una molt seriosa epidèmia social.
La posició atea es va limitar a provar d'ensenyar una visió del món sense religió, però una visió del món que era hostil a la religió: 
| « | Si els teòlegs expliquessin l'Univers fins i tot des del punt de vista científic [materialista], però en nom de la religió i fins i tot Déu mateix ... no hauriem d'aturar la nostra lluita contra la religió, perquè la religió no deixarà mai de ser una força social reaccionària, un opiaci per a la gent ...Evgraf Duluman, Kiriushko i Yarotsky, Nauchnoteknicheskaia revolutsiia ... | » |

## Propaganda antireligiosa

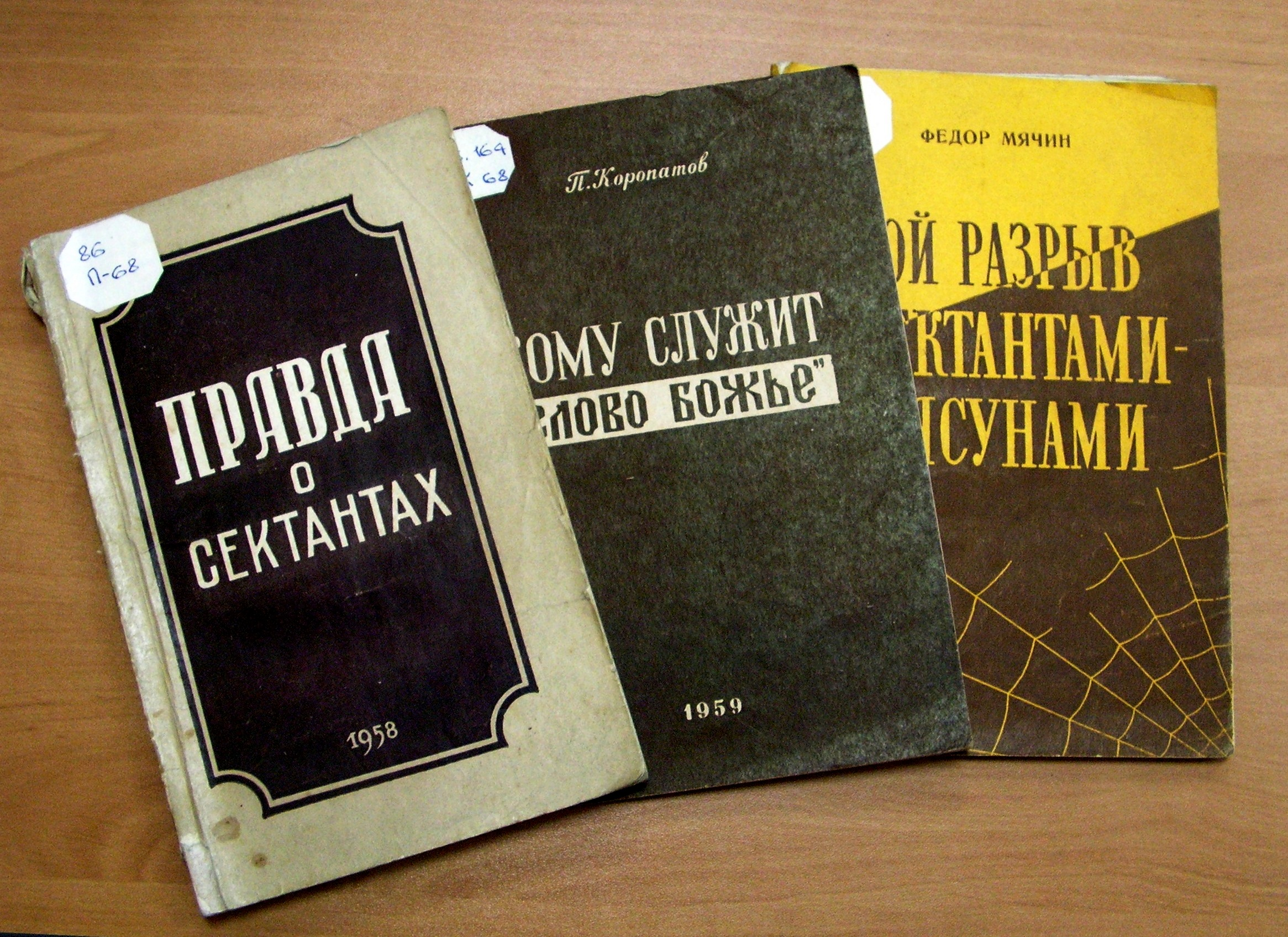
“La veritat sobre els sectaris”, “A qui serveix la paraula de Déu”, “La meva pausa amb els sectaris tremolosos” són llibres “antisectorials” publicats per l'editorial Primorsky el 1958-1959 en el marc de la campanya anti-religiosa de Khrusxov.

El 21è Congrés, en el nou programa, portava propaganda radical antireligiosa que restaria durant vint-i-cinc anys.
El 1959 va aparèixer un nou diari antireligiós anomenat 'Ciència i Religió' (Nauka i Religiia), que seguia la tradició de Bezbozhnik en agressivitat i llenguatge vulgar, però era molt menys groller.
A causa de la memòria que molts ciutadans tenien de la funció patriòtica que l'Església havia jugat en la guerra amb Alemanya, la lleialtat mostrada durant la guerra i el suport de la institució en les campanyes de pau de després de la guerra, i el fracàs del règim per reescriure història esborrant aquestes memòries, la propaganda antireligiosa per tant va evitar atacar el lideratge de l'Església o la seva fiabilitat política institucional.
El lideratge de l'església també va cooperar amb la campanya de propaganda de l'estat per negar qualsevol persecució de l'estat a la pau internacional i a conferències teològiques, així com a la premsa estrangera. L'alta jerarquia ortodoxa durant aquests anys en gran part va quedar indemne de la persecució dirigida a la resta d'esglésies.
La propaganda, diferent de la dels anys 1930, no va fer cap promesa sobre la liquidació de l'església en un futur pròxim o que la paraula 'Déu' desapareixeria de vocabulari rus. Hi havia també menys talent artístic en historietes i cartells antireligiosos com hi havia hagut abans de la guerra. 'Ciència i Religió' fins i tot va haver de confiar en artistes estrangers per dibuixar les seves historietes antireligioses, com el dibuixant comunista francès Maurice Henry.
La propaganda, com els anys 1930, va perdre la seva originalitat després del seu realçament el 1958 quan els diaris antireligiosos van adoptar rutines sense vida en la seva propaganda. Cada diari havia de tenir un pla amb contingut antireligiós, però pocs s'hi van adherir sistemàticament. Un tenia columnes regulars dedicades a la religió i l'ateisme que tenien noms com 'La Cantonada de l'Ateu' o 'L'Ateu Militant'. Molt sovint ells senzillament reproduïen articles que havien estat al principi editats per Pravda, TASS i altres diaris.
Molt sovint les polítiques oficials per criticar la religió sense insultar els sentiments dels creients es van ignorar a la pràctica, i aquesta violació generalitzada va fer que alguns fins i tot dubtessin de l'autenticitat de la política. Aquests atacs es van restringir encara més a causa de la influència del Comitè Central del PCUS.
Uns exemples de noms d'articles apareguts en aquest període són: "Els ulls dels obscurantistes", "Els voltors", "Els ullals de les criatures inofensives de Déu ","Els estafadors amb la disfressa dels Sants Pares". Els creients eren anomenats "bolets verinosos", "estafadors", "horda", "subhumans antisoviètics" (liudishki), "enemic malvat de tot el que viu" i "putrefacció". Els monjos secrets eren anomenats "gallines", els teòlegs de la veritable Església ortodoxa eren anomenats "malignes", i Levitin-Krasnov que va parlar contra la persecució va ser anomenat "Smerdiakov" (el menyspreat bastard dels Els germans Karamàzov) i un hipòcrita per excel·lència.
Un dels arguments antireligiosos més repetits d'aquest període era que els astronautes no havien vist Déu quan van anar a l'espai. Khrushov va afirmar que Yuri Gagarin va dir que no havia vist Déu quan va entrar en òrbita (tot i que les proves posteriors suggereixen que el mateix Gagarin era religiós) i els líders soviètics veien el programa espacial com una eina amb la qual atacar la religió.
La premsa sempre va acusar creients d'immoralitat, i va culpar aquesta immoralitat suposada en les seves creences religioses. Els creients practicants eren difamats com a llibertins, nyicris desmoralitzadors, borratxos, paràsits i delinqüents viciosos que no fan cap feina socialment útil, en el període de preguerra. Semblantment també al període de preguerra, les acusacions i propaganda d'odi en la premsa sovint precedien arrests de clergat.
El testimoni d'exsacerdots que van denunciar als seus antics companys de clergues per llibertins, estafadors i materialistes cobdiciosos. Aquestes “confessions” sovint acabaven amb les crides a seguir practicant el clergat i deixar d'enganyar als creients i per deixar d'enriquir-se explotant la seva ignorància.
Alguns, com l'exprofessor de teologia, Alexander Osipov, van advertir que aquesta imatge era simplificada i que de vegades la religió atreia intel·lectuals. Va afirmar que l'església no era una institució senil preparada per caure, sinó que tenia una gran flexibilitat i adaptabilitat. També va criticar notablement la propaganda atea per ser una rutina burocràtica i que els propagandistes ateus sovint ignoraven la religió (per exemple, confondre els testimonis de Jehovà amb els vells creients, el desconeixement general de les doctrines cristianes). Osipov també va dir que "Ciència i religió" s'hauria de centrar en el material educatiu, ja que la revista no era llegida en gran manera per laics, sinó que aquests atacs haurien de tenir lloc en els mitjans de comunicació generals.
Aquesta afirmació pot haver estat incorrecta. Els creients es van subscriure a Ciència i religió per tal de recollir retalls de totes les cites de les Escriptures, diversos escrits teològics o vides dels sants, que es van reimprimir a la revista i es van criticar, ja que aquesta va ser una de les poques fonts disponibles per als creients on podien trobar aquest material.
Es van criticar les actituds tolerants dels nens davant dels pares o avis creients.
Pelegrins i pelegrinatges van ser difamats per la premsa per xarlatanisme, estafes per treure donacions, i la distracció de la gent de la feina socialment útil. Un dels exemples més cruels va ser escrit per una dona anomenada Trubnikova titulada "Histèria al març" que va descriure un pelegrinatge a una primavera al poble de Velikoroetskoe a la diòcesi de Kírov, on suposadament hi va haver una aparició de Sant Nicolau segles abans. Trubnikova va afirmar que es va disfressar de pelegrí i va anar amb ells. Va afirmar que eren alcohòlics, histèrics, hipòcrites i estafadors que van fingir els trànsits i els miracles (hi va haver gent que es va submergir a les fonts i que després va tirar les seves crosses, cosa que va suposar que era un acte enganyós). La història va acabar amb robatoris, orgies sexuals i l'assassinat d'un borratxo. Trubnikova va declarar que va ser rescatada per un ajudant policial voluntari a mitjanit que va afirmar que aquests cristians subhumans antisoviètics no tindrien cap mena de vacil·lació en assassinar-la. Va acabar l'article apel·lant a la prohibició de tots aquests pelegrinatges que tenien lloc just davant els ulls del públic soviètic.
S'afirmava que els ritus de totes les religions estaven relacionats amb malalties. Es pretenia que la circumcisió jueva i musulmana causava gangrena, provocant víctimes mortals. La tradició ortodoxa del petó massiu d'icones, crucifixos i relíquies va ser tractada amb llargs discursos sobre com es propagava les malalties infeccioses. També va rebre aquest tractament la comunió amb un calze compartit. El mateix va succeir pel que fa al sagrament del baptisme. Es va suposar que el bateig complet d'immersió portava a refredats, grips i pneumònies, especialment en els nadons i sobretot en els mesos d'hivern, que de vegades provocaven víctimes mortals. L'amuntegament a les esglésies també suposava que es propaguessin malalties infeccioses (mai, però, la propaganda va admetre en el mateix context que el tancament massiu soviètic d'esglésies o d'altres institucions havia derivat en l'amuntegament).
La propaganda antireligiosa no tenia gaire en compte l'objectivitat i la veritat, sinó construir una imatge negativa dels creients com a fanàtics, divulgadors de malalties, plagues socials o criminals per justificar la persecució a la ciutadania.
La doctrina marxista que la religió desapareixia inevitablement era cada cop més qüestionada i reinterpretada. Una nova interpretació va afirmar que la religió era forçada d'alguna manera a obligar-se a través de les tàctiques coercitives dels creients. Per exemple, en una història suposadament real impresa a la premsa sobre els veritables ortodoxos cristians vagabunds (una secta antiga prohibida), un sacerdot monàstic amb un nas ossi, que s'amagava de la llei, vagava pel bosc i va topar amb un grup de sectaris que accepten ocultar-lo alhora que li asseguren que podria tenir una vida sense treballar. Després editen literatura samizdat que respira odi contra tot allò humà i especialment contra la Unió Soviètica. Un estudiant universitari de la ciutat de Novokuznetsk va conèixer llavors aquest sacerdot i va mantenir una conversa amb ell, en què l'estudiant va expressar alguns pensaments que potser hi havia alguna cosa més enllà d'aquest món. El sacerdot va aprofitar l'oportunitat i el va parlar d'anar a un skite a Sibèria. Pel camí, a mitja nit, el sacerdot va agafar l'alumne atemorit i el va batejar a la força. Llavors li va ordenar que destruís els seus papers i el passaport, però no els seus diners, que el capellà va agafar per a ell. L'article arriba a la conclusió que tots els creients religiosos que, segons els informes, es caracteritzen d'aquesta manera, són enemics maliciosos de tots els éssers vius.
Aquesta història a la premsa es va seguir amb detencions massives de creients que suposadament dirigien una xarxa de segrests, així com aquests suposats skits secrets siberians i escoles teològiques subterrànies. Les seves víctimes van ser “rescatades” i retornades al món laic i la seva conversió s'explicava com a resultat de la seva ximpleria que va aprofitar el clergue manipulador.
La premsa soviètica en algunes ocasions va criticar la campanya per la destrucció sense sentit del patrimoni del país, com volar amb dinamita la catedral d'Ufa el 1956. Tot i això, poques vegades la brutalitat de les persecucions va trobar crítiques en aquest període. Per contra, a la publicació 'Etnografia soviètica' produïda per l'Acadèmia Soviètica de Ciències, per exemple, es va escriure en un article: 'El partit no s'ha reconciliat mai i no ho farà mai amb reacció ideològica de cap tipus ... La lluita contra la religió no només ha de continuar, sinó que s'ha de millorar amb tots els mitjans possibles”.
La visió dreta de que la religió desapareixeria per si sola i no es necessitarien esforços durant aquests anys, va ser criticada per la premsa oficial.
En la premsa oficial es van produir alguns apunts sobre el creixement de l'interès dels joves per la religió durant aquests anys.
Dues "universitats d'ateisme" especials van començar a Sant Petersburg i algunes més a la seva província. Una d'aquestes universitats estava dirigida per Znanie i una altra pel Museu d'Història de la Religió i l'Ateisme de Leningrad. Aquestes universitats van formar professors, propagandistes i altres agitadors per a "treballs individuals".
Es van formar clubs d'ateisme pel públic en general als "Palaus de Cultura" locals, seguits de clubs especials de cinema ateus.
En aquest període es van celebrar moltes conferències sobre propaganda antireligiosa i el tema de la millor manera de combatre la religió.

## Reacció estrangera
Molts informes no oficials i semioficials estaven disponibles a Occident sobre el que estava passant pel que fa a brutalitats i terror, però van ser ignorats en gran manera per manca de autoritat. Quan els informes de persecucions antireligioses arribaven a Occident, l'estat els feia referència com a "calúmnies malintencionades".
Entre els motius pels quals la campanya va cridar poc l'atenció es trobava: 
a) el règim no va atacar especialment el lideratge clerical, tal com s'havia produït a la dècada de 1920 o 1930 
b) la direcció clerical va negar repetidament la presència de persecució o supressió de la religió tant en conferències internacionals com als mitjans de comunicació estrangers 
c) la campanya no va ser tan cruel com ho havia estat sota Lenin o Stalin, i 
d) no s'havien mobilitzat masses per a aquesta campanya com ho havien estat als anys trenta. La campanya de Khrusxov, tot i ser l'episodi més brutal de persecució després de la mort de Stalin en la història soviètica, va passar en gran manera desapercebuda al món occidental, en part com a conseqüència de la mala cobertura dels mitjans occidentals, que sovint va intentar retratar Khrusxov com una figura més liberal. I, en part, també a causa d'una manca de semblança entre aquesta campanya i les campanyes de Lenin o Stalin.
Khrusxov i el seu règim van fomentar una falsa imatge de si mateix com a tolerant cap a la religió amb els estrangers. En una entrevista amb periodistes estatunidencs de 1957 va declarar: 
| « | Si els clergues combinen les seves activitats religioses amb l'agitació política contra l'estat soviètic, això viola la Constitució. I l'estat soviètic no tolerarà aquesta interferència. Encara tenim gent que creu en Déu. Feu-los creure. Creure o no creure en Déu és un afer personal de cada individu, cosa de la seva consciència. Tot i això, però, no impedeix que el poble soviètic visqui en pau i amistat. I sol passar que hi ha creients i ateus en una mateixa família. Però els que creuen en Déu són cada cop menys. La gran majoria dels joves que pugen avui no creuen en Déu. L'educació, el coneixement científic i l'estudi de les lleis de la natura no deixen lloc per a la creença en Déu. Els estrangers que viatjaven a l'URSS tenien les seves visites estrictament controlades de manera que no veien res que provoqués una mala premsa del règim. | » |

## Polítiques oficials i el Comitè Central del PCUS
Bona part de la vella guàrdia de l'obra antireligiosa anterior a la Segona Guerra Mundial havia mort o ja no estava en condicions d'ajudar en la nova campanya.
El Comitè Central va emetre mesures antireligioses amb eufemismes amb molta cura. El 1958, Khrusxov va publicar les seves Tesis sobre la reforma educativa que demanaven el desenvolupament d'una visió materialista (és a dir, ateisme) en la joventut.
El Consell de Ministres soviètic va emetre una instrucció el 16 d'octubre de 1958 que cancel·lava les exempcions d'impostos als monestirs i que també va encarregar als governs locals que retallessin la mida de les parcel·les de propietat dels monestirs i que treballessin per tancar els monestirs oberts. Els tipus impositius sobre els monestirs es van elevar a 4.000 rubles per hectàrea (400 rubles després de la devaluació del 1961). Una altra instrucció dictada el 6 de novembre d'aquell any va introduir un impost molt elevat sobre els monestirs. Els monestirs havien exercit durant anys una important funció espiritual a l'església ortodoxa com a centres de pelegrinatge, confessions, consolacions espirituals i per reforçar els laics en la seva fe; així, tancar-los era per debilitar la vida espiritual de l'església. Els monestirs també tenien un estatus ambigu segons la llei soviètica, cosa que facilitava saltar-se aquestes mesures.
Hi va haver rumors, mai refutats, que el 21è congrés del PCUS el 1959 havia adoptat una resolució secreta per a l'aniquilació de totes les institucions religioses del país durant la implementació del pla en set anys. Aquella conferència va declarar que la societat comunista era inseparable d'una educació atea dels seus membres. La nova persecució sorgida estava en part justificada per l'èxit que la religió havia assolit en l'època de la postguerra.
La Resolució plenària del Comitè Central del 9 de gener de 1960, "Sobre les tasques de la propaganda del partit als temps moderns", va demanar una escalada de la persecució antireligiosa i va criticar les organitzacions del partit massa laxes. No va incloure cap mesura que demanés moderació o evitar insults cap als creients, però va reiterar la visió abans de la guerra que la religió era hostil al comunisme. Va demanar la introducció, a partir del 1961-62, de cursos especials d'educació política bàsica en graus de secundària (que incloïen instruccions atees). Això va posar en marxa un gran volum d'articles antireligiosos en publicacions periòdiques soviètiques, que durant diversos anys havien estat produint molt poques peces antireligioses.
La resolució del ple del CC va fer tornar el treball individual entre els creients, concepte utilitzat als anys trenta. Aquesta era una pràctica de tutors ateus (designats per diferents institucions públiques, inclosos els CP, Komsomol, Znanie i sindicats) que visitaven creients religiosos coneguts a casa seva per intentar convèncer-los perquè es fessin ateus. En la majoria dels casos, els tutors eren companys de treball dels creients. Si el creient no estava convençut, el tutor el posaria a l'atenció dels seus col·lectius sindicals o professionals, i el retard i l'obstinació dels creients específics es presentaven a reunions públiques davant els companys del creient. Si això no funcionava, l'assetjament administratiu seguiria a la feina o a l'escola, i els creients sovint estarien sotmesos a feines amb menys remuneració, bloqueig de promoció o expulsió de la universitat si el creient estigués a la universitat. Els professors castigaven físicament els escolars creients.
Les escoles especials s'havien creat a Leningrad el 1958 amb l'objectiu de formar tutors per al treball individual, cosa que implica que la resurrecció d'aquesta pràctica s'havia planificat des de feia anys.
El 1961 es va aprovar un decret que confirmava la prohibició de pelegrinatges de grups. Va ser seguit per campanyes d'assassinats de persones als mitjans de comunicació contra pelegrins i monestirs. Aquesta mesura prohibia als creients visitar monuments o tombes de persones que consideraven sants. Boris Talantov va informar d'una prohibició que va arribar fins i tot abans a la diòcesi de Kírov el 1960. Es van introduir reformes el 1961 per exercir un control estret sobre les operacions de l'església.
El 22è congrés del PCUS de 1961 va reafirmar la necessitat d'eliminar la religió per tal de construir un veritable comunisme i la necessitat d'una veritable educació antireligiosa. El congrés va proclamar que la generació actual passaria a viure sota el veritable comunisme, cosa que es va interpretar com que la religió havia de ser vençuda en aquest termini. El 14è congrés de Komsomol de 1962 va demanar un atac més concret a la religió i que cada membre del Komsomol havia de lluitar decididament contra la religió. Aquest congrés també va declarar que la llibertat de consciència no s'aplicava als nens i que els pares no haurien d'enredar els nens espiritualment. En una nota similar, el primer diari jurídic soviètic va declarar que els drets dels pares sobre els nens eren un dret donat per la societat i que podia ser retirat per l'estat si s'abusava d'aquest dret.
El Comitè Central del PCUS va emetre dues resolucions el 6 de juliol de 1962, dirigides a la direcció a Belarús i l'óblast de Samara que demanaven la fi de la difusió de les idees religioses, especialment entre els joves, i criticava la direcció del partit per haver fallat en la lluita antireligiosa. Va permetre la persecució directa dels creients. Aquesta va ser reimprimida a la premsa i seguida per tot el país (com era el paradigma habitual quan es dirigia la resolució a una regió específica).
El juny de 1963, Leonid Il'ichev va fer un discurs al ple ideològic del Comitè Central. Hi definia les persones que persistien en les creences religioses com a amorals, i que la religió era una de les formes extremes de la ideologia burgesa. Va aconsellar una guerra implacable contra la religió, va afirmar que si no feien res, l'Església creixeria i que necessitaven un assalt militar contra la religió. Va criticar Stalin per no mantenir-se fidel al llegat de Lenin en les seves polítiques tolerants cap a la religió després de 1941 (Khrusxov també va criticar l'intent de Stalin de convertir el lloc de l'antiga Catedral del Crist Salvador a Moscou en un gran monument soviètic, i Khrusxov va decidir en canvi que seria una piscina). Il'ichev va afirmar que els creients eren "polítics descarats i oportunistes ... [que] enganyen, dissimulen, amagant la seva hostilitat cap al nostre sistema polític sota la màscara de religió".

## Església ortodoxa
Les dues organitzacions estatals per supervisar la religió al país (una per als ortodoxos, l'altra per a tots els altres) van canviar les seves funcions entre 1957-1964. Originalment Stalin les havia creat el 1943 com a òrgans d'enllaç entre comunitats religioses i l'estat; tanmateix, durant els anys de Khrusxov la seva funció va ser reinterpretada com a supervisió dictatorial sobre les activitats religioses del país. Aquest control no es va legislar oficialment, sinó que es va crear mitjançant instruccions secretes.
Abans d'aquesta campanya, la famosa Catedral de Sant Basili de Moscou havia estat convertida en museu. El 1958, només 38 esglésies ortodoxes van ser obertes a Moscou.
El patriarca Alexii va fer un discurs al Kremlin en una conferència de pau soviètica el 1960 en la qual va admetre obertament les persecucions, va lloar el paper de l'Església en la història de Rússia, especialment en temps de crisi, i va advertir el govern soviètic que les portes de l'Infern no prevaldrien contra l'Església. Aquest va ser el punt àlgid de la resistència de la jerarquia de l'església a la campanya, i es va traduir en la retirada forçada de l'escriptor del text (bisbe Nikolai) i la seva misteriosa mort pocs mesos després, així com la posterior submissió del Patriarcat a les noves pressions. La jerarquia a Rússia sovint va ser criticada en documents del Samizdat per persones que patien persecució per la seva cooperació amb les autoritats.
La jerarquia ortodoxa es va trobar en aliança amb l'estat en diferents qüestions, com ara l'establiment de la pau mundial, l'abolició de les diferències de classes, condemnant l'agressió dels Estats Units al Vietnam i l'abolició del sistema colonial. En conferències internacionals com les relacions amb altres comunitats ortodoxes fora de Rússia, al Consell Mundial d'Esglésies i la conferència de pau de Praga, la jerarquia ortodoxa va emfatitzar la tolerància religiosa i l'humanitarisme de la Unió Soviètica. Després de Khrusxov, la jerarquia també donaria suport a l'estat per la invasió de Txecoslovàquia i la denúncia del govern militar de dretes de Grècia.
El 1961, el govern va prohibir explícitament que els clergues poguessin aplicar qualsevol tipus de mesura disciplinària als que en tenien cura. L'església ortodoxa es va veure obligada a abandonar moltes de les seves regulacions en conflicte amb la legalitat leninista. Els sacerdots parroquials es convertiren legalment en els empleats de les "vint persones" (després que l'església va ser privada del seu estatus de persona jurídica, es consideraven que diferents parròquies eren propietats de grups d'almenys vint laics) que eren registrats com a propietaris de la parròquia i el capellà va ser privat de qualsevol control administratiu sobre la parròquia. Aquests "vint" també es van trobar cada cop que més agents soviètics s'hi introduïen, que van prendre el control de diferents parròquies. Hi va haver una campanya a principis dels anys 60 per aconseguir més defeccions de sacerdots i teòlegs a l'ateisme, però va tenir poc resultat entre les comunitats i la campanya es va abandonar. Pocs clergues ortodoxos es van convertir en ateus en tota la història de l'estat.
Com a resultat de l'assetjament oficial, així com de les dificultats pràctiques, molts creients tenien ritus funeraris religiosos «per correspondència» en què els creients enviaven terra de la tomba de la persona difunta a un sacerdot, i el sacerdot beneïa la terra i la tornava als creients d'alguna manera. El 1963, aquest tipus de funerals van suposar aproximadament en diferents indrets del país entre un 45-90% del ritu funerari total.
El CROCA (Consell d'Afers de l'Església ortodoxa russa) va nomenar i treure sacerdots de forma implacable i arbitrària a través d'un abús de la seva funció de registre. Això va conduir a l'eliminació dels sacerdots més populars i espiritualment més influents de les parròquies i, normalment, es va negar a registrar cap sacerdot que fos seleccionat per elecció popular de la congregació. Els bisbes eren intimidats i van cooperar amb el CROCA, donant instruccions als sacerdots que en depenien perquè complissin totes les instruccions del govern. Els sacerdots van deixar o reduir la confecció de sermons d'actualitat o d'inspiració, així com sermons que criticaven l'ateisme i la ideologia de l'estat, però en canvi es trobaven sovint simplement fent sermons abstractes sobre l'ètica cristiana. Sota la pressió de l'estat, els sacerdots es van trobar obligats a fer sermons contra la presència de captaires als passos de l'església (ja que la legislació del 1929 havia convertit en il·legals els esforços de la beneficència cristiana).
Després de 1960, el CROCA va començar a prohibir a les esglésies proporcionar allotjament temporal a les persones que venien de lluny als serveis. En compliment d'aquesta norma, els consells de l'església van expulsar aquestes persones. Algunes esglésies que secretament continuaven fent això eren sovint visitades per milícies que expulsaven aquesta gent amb força (fins i tot gent gran els dies freds de l'hivern). Aquesta mesura feia efectivament impossible que persones de lluny assistissin als serveis, cosa que reduïa encara més l'assistència a l'església (i per tant contribuí a la propaganda que la gent perdia interès per la religió). També va contribuir a reduir els ingressos que van rebre les parròquies. La manca de fons i l'assistència es podria aprofitar encara més com a excuses per tancar més parròquies.
A la diòcesi de Kírov, després de finals de 1959, els sacerdots van començar a rebre ordres orals de plenipotenciaris que els prohibien administrar confessions, comunió, batejos, extremuncions i altres serveis religiosos privats a cases particulars, fins i tot als malalts terminals, sense permís explícit de fer-ho en cada cas del soviet local. Se sap que dos anys després es va donar una mesura inèdita similar als sacerdots de Moscou que es van veure obligats a signar-la. Aquesta mesura, quan es va posar en pràctica, podria ser utilitzada per la propaganda antireligiosa que després podia afirmar que els sacerdots eren gent egoista i mandrosa que deixaria morir una persona malalta sense anar-hi; el fet que aquestes instruccions no fossin publicades va fer que cap sacerdot fos capaç de demostrar que eren certes davant aquestes crítiques. Les autoritats de Moscou van negar que existís aquesta mesura, que es podria utilitzar més per al·legar que els sacerdots eren mentiders intentant calumniar el govern soviètic.

## Activitats

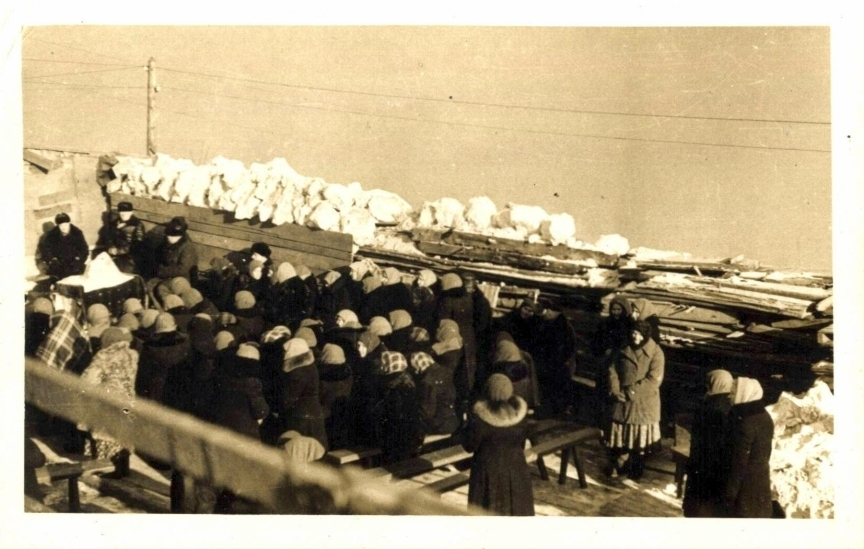
Litúrgia de l'Església de Vladivostok dels cristians-baptistes evangèlics sobre les ruïnes d'una casa de pregària enderrocada per les autoritats de la ciutat el 1959

Al tercer congrés de Znanie, l'any 1959, es va informar que hi havia 15 conferències i seminaris inter-republicans i republicans per promoure l'ateisme, així com 150 provincials, amb una participació total de 14.000 propagandistes. En una conferència organitzada a l'Acadèmia de les Ciències Soviètiques hi van participar fins a 800 estudiosos i propagandistes ateus. El congrés també va criticar la falta d'educació entre molts propagandistes ateus i va citar un exemple de dibuixos animats a 'Nauka i religii' (‘Ciència i religió') d'Adventistes del Setè Dia que resaven davant d'una icona religiosa i un altre exemple d'article al mateix article que feia referència al Talmud com a llibre d'oracions hebrees que els creients tenien a les seves mans durant els serveis de la sinagoga. També va demanar la publicació d'un llibre de text bàsic sobre ateisme científic, que va aparèixer aviat i el 1964 tenia una circulació de 50.000 exemplars.
El gener de 1960, una conferència d'alt nivell de Znanie sobre ateisme va animar els atacs a l'església i tornar al llegat de Lenin que havia estat descartat a la Segona Guerra Mundial.
Els pentecostals van ser acusats de causar estrès físic mental i greu en els seus membres per la seva pràctica de dejuni i estats d'èxtasis greus, així com de trànsits durant els seus serveis. El seu clergat va ser jutjat i condemnat a treballs periòdics. Per exemple, el presbíter pentecostal, Kondrakov, a la zona minera de la conca de Donets, va ser acusat de causar psicosi reactiva als seus feligresos i va ser condemnat a vuit anys de presó.
El 1960 va ser il·legal que els nens i joves assistissin a serveis de l'església baptista. Després van continuar amb mesures semblants en altres comunitats. Potser va ser el resultat de l'èxit dels baptistes en atraure molta gent soviètica a la seva religió. Els baptistes van cooperar amb l'estat i la direcció central de la seva comunitat va demanar als seus membres intentar reduir el bateig de joves d'entre 18 i 30 anys i va prohibir als nens assistir als serveis. Aquest tipus d'interferències, per part de l'estat en aquest cas, eren tècnicament il·legals sota la llei soviètica. Aquesta cooperació entre la direcció baptista i l'estat va provocar una divisió massiva a la comunitat baptista, quan el 1962 es va formar il·legalment com a comunitat la Iniciativa Baptistes (Initsiativkniki). L'estat es va dedicar a persecucions massives contra aquest nou grup i en contraposició va intentar tractar l'església oficial baptista amb molts drets i privilegis.
L'experiència amb la comunitat baptista va impulsar l'Estat a ser més prudent quan va intentar mesures similars contra l'Església ortodoxa prohibint als sacerdots que realitzessin serveis en presència de nens o joves. Aquesta instrucció no es va publicar mai, ja que normalment es donava oralment per plenipotenciaris locals i comportava amenaces de baixa en cas que no es realitzés.
A la diòcesi de Kírov aquestes mesures es van dur a terme l'estiu de 1963 i els primers intents d'aplicar la mesura van fracassar quan les mares que van portar els seus fills a l'església van agredir físicament els policies i Komsomol que s'havien reunit per tal d'aturar-los. Després d'això, els plenipotenciaris del CROCA van trucar per telèfon als sacerdots i van ordenar que no donessin els sagraments a nens o joves, i els sacerdots ho van complir en gran manera.
Aquestes mesures no van ser aplicades de manera uniforme i nombrosos sacerdots del país van continuar administrant l'eucaristia als nens i fins i tot realitzant Te Deums especials per a escolars la vigília del primer dia escolar al setembre. Les autoritats tenien moltes dificultats per implementar aquestes mesures, a causa de la resistència del Patriarca que altrament cooperava amb elles en la majoria dels altres temes, així com la resistència dels pares. L'estat va intentar altres mitjans per implementar-ho.
A Geòrgia, on hi havia hagut 2455 esglésies abans de 1917, només en quedaven un centenar el 1962 (amb 11 a Tbilisi).
Molts sacerdots van ser empresonats com a conseqüència d'atreure els joves als seus serveis. A la diòcesi d'Orenburg, per exemple, el 1960 van ser empresonats 46 sacerdots. El clergat va ser assetjat per treballar amb joves per a la caiguda del règim. Els candidats del Seminari que abandonaven la feina per anar al seminari van ser arrestats i els sacerdots que els van ajudar van ser privats de registre.
Els tribunals van perseguir els pares de nens que van demostrar obertament la seva fe a l'escola o de nens que no es van unir als pioners o que portaven els seus mocadors per motius religiosos. Aquests casos judicials van suposar la privació dels drets dels pares i els seus fills van ser enviats a internats. Els pares que intentessin criar els fills en la seva fe també podrien ser perseguits i els fills, patir-ne les conseqüències.
Els seminaris van començar a tancar-se el 1960. Això es feia sovint amb el pretext oficial que no s'utilitzaven, alhora que les autoritats soviètiques prenien mesures per evitar que els estudiants vinguessin (per exemple, al seminari de Volínia, l'estat va ordenar a la institució que proporcionés una llista de noms dels seus els candidats, i després va registrar els estudiants per al servei militar obligatori o van rebutjar els permisos de residència a Lutsk, cosa que els va permetre tancar la institució el 1964 amb el pretext que no s'estava utilitzant). Els mitjans soviètics van informar que es tractava d'una davallada natural dels disposats a inscriure's i que era un signe de la disminució de les creences religioses. Cinc dels vuit seminaris del país van tancar durant aquest període i es va reduir el nombre d'estudiants en els seminaris supervivents (Moscou, Leningrad i Odessa). Al seminari de Leningrad supervivent, per exemple, la població del seminari es va reduir a 70 (de 396 el 1953). La manca de candidats al Seminari, per tant, també va significar la manca de sacerdots, per la qual cosa es podien tancar més parròquies per falta d'ús.
Tot i que se'ls va privar dels seus fons, els monestirs van poder mantenir la seva existència, fins que van ser tancats els anys posteriors directament després d'una massiva campanya antimonàstica a la premsa, que representava els monestirs privats de fons com a institucions parasitàries amb camps i jardins coberts per camperols explotats mentre els religiosos consagrats gaudien. Els monestirs van ser acusats de tractes del mercat negre, de relacions sexuals dels monjos amb monges i pelegrines femenines i d'embriaguesa. Els administradors de les comunitats també van ser acusats de col·laboració amb els nazis. La clausura real dels monestirs va ser presentada a la premsa com a voluntàriament realitzada pels religiosos consagrats que es complaien a unir-se al món laboral. La secta Vells creients ortodoxos també va ser atacada per presumptes criminals i desertors de guerra. Els monestirs havien estat tradicionalment els grans centres de pelegrinatge de l'ortodòxia, cosa que pot haver suscitat el gran interès del govern per eliminar-los. El seu nombre es va reduir de 69 el 1959 a 17 el 1965 (n'hi havia més de 1000 abans de 1917).
El març de 1961, el Consell de Ministres soviètics va prohibir a les parròquies participar en qualsevol forma de beneficència o oferir ajuda econòmica a altres parròquies o monestirs. Es van utilitzar altres mètodes per limitar els fons per a les esglésies, inclosa la prohibició de vendes d'espelmes segons la legislació de 1929 que prohibia els pagaments obligatoris a organitzacions religioses. Això va permetre tancar encara més esglésies. El despoblament de les zones rurals a Sibèria, els Urals i el nord de Rússia a mesura que la gent es traslladava a les ciutats es va utilitzar com a pretext per tancar les seves esglésies (encara que no es van obrir simultàniament noves esglésies a les ciutats).
Després que el govern soviètic reconfirmés la seva prohibició de pelegrinatges de grups el 1961, va iniciar una campanya per destruir els sepulcres i els monuments de persones que es consideraven sants. Alguns d'aquests llocs van incloure llocs venerats nacionalment que van atreure milers de pelegrins des dels segles xiv i xv.
El 1962 es van constituir les “Comissions Administratives adherides als Comitès Executius de la Ciutat dels Soviets dels Diputats Obrers” com a supervisors disciplinaris dels òrgans religiosos. Estaven formats per empleats estatals i membres de soviets locals i mantenien les societats religioses sota observació. Van estudiar maneres de debilitar i limitar les activitats dels grups religiosos i exposar qualsevol intent del clergat de violar la llei soviètica. Al mateix temps, els executius locals soviètics eren els encarregats d'assegurar-se que els "grups de vint" que tenien drets legals sobre les esglésies estaven plens de persones fiables que no es cuidarien de la vida espiritual de la parròquia. Atès que els sacerdots s'havien convertit en els empleats d'aquests grups, aquesta legislació permetia a l'estat prendre el control de les parròquies. Aquesta situació sovint va generar descontentament a les parròquies i va provocar un enfrontament entre el grup executiu dels vint i el capellà.
Segons els informes de Boris Talantov a la diòcesi de Kírov, la campanya estava dirigida principalment a liquidar esglésies i associacions religioses, funció que va complir el CROCA (després CRA) i els seus plenipotenciaris locals amb el suport dels governs locals. Va dir que, normalment, el plenipotenciari provincial del CROCA anul·laria el registre del sacerdot al servei d'una església destinada a la liquidació o traslladaria el capellà a una altra parròquia. Aleshores, durant sis a onze mesos, permetria que cap capellà nou ocupés el lloc vacant, ignorant les peticions dels feligresos. Això va passar amb 21 dels 80 sacerdots de la diòcesi de Kírov entre 1960-1963. Si bé l'església continuava vacant, el govern local intentaria intimidar els creients perquè abandonessin l'associació religiosa ("la vintena") que registrava l'església, després de la qual es declarava que l'associació religiosa ja no existia. Aleshores, el Comitè Executiu provincial declararia que l'església es tancava i lliuraria l'edifici a la granja col·lectiva local o al poble soviètic per a altres usos, sovint sense informar l'associació religiosa, que després es donaria de baixa oficial. Va afirmar que molts informes i delegacions van ser enviats al CROCA a Moscou, que van donar fe que l'associació religiosa encara existia o que la finca col·lectiva en qüestió no requeria l'edifici de l'església per cap propòsit. Mai es va mostrar als creients el text de les decisions de registre (que de fet exigia la llei soviètica), i les liquidacions sovint es feien amb la protecció de la milícia i a mitja nit. Els creients no podrien entrar a les esglésies i es va confiscar el contingut sense cap inventari.
En la seva descripció es van trencar i cremar les icones, es van destruir els llibres de servei i les escriptures, i la milícia va consumir el vi de la Comunió. De vegades, l'edifici de l'església es va tirar a terra o cremar (en el cas d'estructures de fusta), incloent la famosa església del Zocima i Savvatii del segle xviii al poble de Korxik. Aquesta església havia estat protegida per l'estat, que li havia promès que seria protegida com a patrimoni cultural, però el 1963 va ser destruïda i transformada en el club d'una granja col·lectiva. Talantov va informar que hauria costat menys construir un nou club.
Talantov va registrar una història sobre un sacerdot popular, TG Perestoronin, que va ser privar arbitràriament del seu registre el 1961, i seguit pel tancament arbitrari de la seva església poc després. Es va traslladar a Kírov per treballar com a lector a l'església local, mentre deixava la seva família a l'església tancada. El cap local del poble va decidir desallotjar la seva família a mitjan hivern el 1962, amb suport judicial. La directora de l'escola va contractar l'esposa del sacerdot com a dona de la neteja per salvar la seva persecució per parasitisme, però el cap local va acomiadar la directora. Perestoronin, havent-ho sentit, es va veure obligat a deixar el seu lloc a Kírov i a treballar de lampista, cosa que les autoritats van recompensar acabant amb l'assetjament contra la seva família i se'ls va permetre tornar a la seva antiga casa.
El 1960, es va tancar la bonica capella de la transfiguració del segle xviii, situada a prop de Kírov, construïda en un lloc amb un estany i una font que tradicionalment tenia poders miraculosos. Un any després fou enderrocada. Els pelegrins van seguir després anant-hi, però les autoritats van reaccionar omplint l'estany i bloquejant la font. El bisbe local va donar el seu suport a les autoritats soviètiques per aconseguir-ho i el 20 de maig de 1964 va prohibir els pelegrinatges a la seva diòcesi. El 1966, els creients de Kírov van sol·licitar fins i tot al Patriarcat de Moscou que retiressin la prohibició, però se'ls va donar una resposta negativa.
Talantov va informar que el nombre d'esglésies ortodoxes en funcionament a la diòcesi de Kírov es va reduir de 75 el 1959 a 35 el 1964 mitjançant aquests mètodes (abans de 1917 hi havia més de 500 esglésies a la diòcesi). Es van generar moltes protestes a les autoritats per aquests fets, però van ser ignorades, i els creients que les van fer van ser objecte d'intimidació, crits, insults, pallisses, arribant a ferides físiques, diversos morts i atacs de nervis.
La campanya que Talantov va informar per a la diòcesi de Kírov és una de les campanyes locals més ben registrades, i altres campanyes arreu del país poden haver seguit uns patrons similars. La premsa antireligiosa va presentar aquestes liquidacions a petició de la població local. Per exemple, en una església a Yastrebino, la premsa oficial va informar:
| « | Les converses van donar la volta al poble: Es quedarà l'església, o no? ... L'església no tenia cap negoci que estigués al costat de l'escola. A més, a l'estiu hi havia habitualment un campament pioner a l'escola. Finalment, abans de la guerra ... hi havia un cafè amb un snack-bar a la capella. L'església de Yastrebino va ser oberta pels alemanys durant l'ocupació. Així, "és un eco de la guerra", va argumentar el poble ... Però l'argument més fort que va tenir efecte fins i tot en els creients, va ser aquest: els nens ... Tots van discutir sobre religió, però finalment van arribar a la mateixa conclusió: un club ... Podríeu discutir sobre una església, però no sobre un club ... ... I als pobles dels voltants ja recollien signatures per una sol·licitud al soviet del poble que demanava el tancament de l'església. | » |

El Patriarcat de Moscou va continuar cooperant amb l'estat declarant que gairebé totes aquestes esglésies estaven tancades com a conseqüència d'una caiguda de la creença religiosa i eren en la seva majoria simplement unions amb altres esglésies. Talantov va descriure algunes "unions" a la diòcesi de Kírov a esglésies que es trobaven a 40 quilòmetres de distància. Part de l'establishment soviètic va admetre els tancaments massius contra la voluntat dels creients i van criticar l'arbitrarietat dels tancaments per la insatisfacció i l'amargor entre els creients, així com per donar munició a crítics estrangers de la Unió Soviètica.

A tota la regió de Sakha - Yakutia (aproximadament la superfície de la meitat dels Estats Units continentals) només va quedar una església en funcionament després de Krushxov fins a la caiguda del comunisme, cosa que significava que molts creients necessitaven recórrer fins a 2000 quilòmetres per arribar a l'església més propera.
Es va fer servir una llei soviètica que havia invalidat tota la legislació aprovada sota l'ocupació nazi per justificar els tancaments d'esglésies que s'havien obert de nou durant la guerra; això era la major part de les esglésies reobertes, mentre que les esglésies d'altres parts del país eren tancades amb una altra justificació legal (com la llei que obligava els empresaris a assegurar-se que els seus empleats tenien una residència a la seva zona). De vegades, les esglésies eren tancades com a conseqüència de l'escassetat de capellans produïda pel tancament dels seminaris. Si no es trobava un sacerdot per a una església en sis mesos, les autoritats tancarien definitivament l'església per la seva falta d'ús. De vegades es tancaven al negar-se a donar permisos perquè l'església fes reparacions i després tancava els edificis per motius de seguretat un cop es deterioraven.
No obstant, cap d'aquestes esglésies obertes durant la guerra van ser-ho pels alemanys. A la diòcesi d'Odessa, es van tancar amb aquest mètode 210 congregacions religioses de diverses denominacions. El nombre total d'esglésies ortodoxes a Belarús es va reduir de manera similar pel mateix mètode de 1200 a menys de 400. La diòcesi de Dnepropetrovsk es va reduir de 180 a 40 de la mateixa manera i la diòcesi de Crimea es va reduir a 15 esglésies.
Aquesta llei no es podia aplicar a zones que havien estat capturades per l'URSS durant el període de guerra, on les esglésies havien estat obertes abans de començar la guerra (com les repúbliques bàltiques o l'est de Polònia). Tot i això, a aquestes zones també es va aplicar el tancament massiu d'esglésies. Només 75 esglésies catòliques romanes van romandre obertes a Letònia el 1964 a partir d'unes 500 originals i 180 parròquies van ser tancades a Volínia.
Moltes esglésies podien tancar-se legalment simplement per estar a prop d'una escola i posar així en perill els nens i nenes amb exposició a la propaganda religiosa. Això va suposar que es poguessin tancar moltes esglésies, ja que aquestes existien abans de la revolució i havien estat dirigides per l'Església ortodoxa que les construïa normalment al costat de l'edifici de l'església local. Potser aquest pretext particular es va continuar utilitzant després que Krhusxov deixés el càrrec.
A la república autònoma del nord de Rússia de Komi on hi havia hagut 150 esglésies abans de 1917, només en quedaven 3 el 1964, però acompanyades de 20 parròquies subterrànies, així com algunes comunitats "catacumbes" dels Veritables Ortodoxos.
El nombre d'esglésies ortodoxes en funcionament es va reduir de més de 20.000 abans de 1960 a 6.850 el 1972, i una disminució similar en el mateix període de sacerdots ortodoxos de 30.000 a 6.180. Els mitjans soviètics van afirmar que es tractava d'un descens natural de la religió, però en altres ocasions van denunciar contradictòriament que només 200 sacerdots havien renunciat en el mateix període.
El nombre creixent de matrimonis interreligiosos a les regions tradicionalment musulmanes de l'Àsia central pot haver reflectit una ruptura de costums i cultura tradicionals islàmiques. Un total de 3.567 mesquites van ser tancades sota Krushxov només a l'Uzbekistan.

## Esdeveniments notables
Boris Talantov, professor de matemàtiques a la diòcesi de Kírov a la part nord-oriental de la Rússia europea, va ser una de les primeres veus que va fer sonar l'alarma dels tancaments massius d'esglésies. Va enviar informes a diaris soviètics i al govern central de Moscou, que no els va fer cas, i després va recórrer a la literatura il·legal secreta enviada a Occident, per la qual va ser capturat i empresonat. Talantov va perdre la seva feina com a professor i va morir el 1971 a la presó.
Un laic anomenat Levitin-Krasnov es va pronunciar contra la persecució en el seu punt àlgid als que feien servir les vies samizdat. Va perdre la seva feina com a professor de secundària el 1959. Havia estat empresonat entre 1949 i 1956 i ho fou de nou entre 1969-1972. Havia pres vots monàstics en secret, però vivia "en el món". La premsa el va pintar com a hipòcrita per ensenyar literatura russa a l'escola mentre publicava articles teològics amb un pseudònim que la premsa afirmava que era "plena de prepotència i arrogància". Va ser convertit en descendent d'una rica família aristocràtica russa amargat per la pèrdua de les seves propietats. En realitat, Levitin-Krasnov era un marxista cristià; també estava en contra d'alguns nacionalistes russos que volien convertir l'URSS en una teocràcia cristiana. Va ser expulsat el 1974 i va marxar a Suïssa.
L'arquebisbe Iov de Kazan va ser arrestat el 1960 després d'articles difamatoris escrits contra ell a la premsa. Havia viscut sota l'ocupació alemanya i va ser acusat d'activitats antisoviètiques. Va ser acusat de lascívia i apropiació indeguda de fons de l'església. Es va al·legar que era odiat pels seus feligresos pel seu estil de vida luxós. La premsa va calcular el seu salari, però no va mencionar la alça del tipus impositiu del 81% sobre els sous clericals. El seu cas va ser molt similar a l'arquebisbe Andrei de Txernigov. Va resistir el tancament d'esglésies i va ser condemnat a tres anys de treball dur per evasió fiscal. Després que Iov fos alliberat es convertí en arquebisbe d'Ufa (per això els càrrecs eren probablement falsos, ja que si realment hagués evadit d'impostos ni l'església ni l'estat ho haurien permès).
L'arquebisbe Andrei de Cernigov havia estat arrestat sota Stalin després de completar els seus 
estudis teològics. Havia viscut sota l'ocupació alemanya i va ser acusat d'activitats antisoviètiques, amb la seva detenció sota Stalin utilitzada com a prova per confirmar aquesta denúncia. Va ser acusat de luxuria i apropiació indeguda de fons de l'església. Es va al·legar que era odiat pels seus feligresos per un estil de vida luxós. La premsa va calcular el seu salari, però no va mencionar la alça del tipus impositiu del 81% sobre els sous clericals. Va resistir el tancament d'un monestir a la seva diòcesi i va ser arrestat el 1961 després d'articles difamatoris contra ell a la premsa i condemnat a un treball dur de vuit anys. Tant el monestir de Txernigov com la catedral de Txernigov van ser tancats poc després de la seva detenció. Va ser nomenat bisbe diocesà després de la seva posada en llibertat, però va comprovar que s'havia de retirar a un monestir perquè la seva salut mental havia quedat afectada per la seva experiència al camp.
El bisbe Ermogen de Taixkent es va veure obligat a retirar-se després que intentés resistir el tancament de les esglésies. Després de la seva detenció, les autoritats van tancar moltes esglésies de la seva diòcesi.
El molt popular arquebisbe Veniamin (Novitsky) d'Irkutsk es va sotmetre a una campanya d'assassinats a la premsa soviètica en relació amb un guardià de l'església que havia assassinat accidentalment un lladre menor d'edat. Veniamin era massa popular perquè l'establishment soviètic ho tolerés, per la qual cosa fou traslladat a la diòcesi de Txuvashia.
L'arquebisbe Venedikt va ser arrestat i va morir a la presó el 1963 per resistir-se al tancament d'esglésies.
Feodosia Varavva era un ajudant del metge que s'havia ofert voluntari per al servei militar a la guerra i treballava en hospitals de primera línia. Era creient i després de la guerra es va veure obligada a treballar com a infermera menor a les seccions més infeccioses dels hospitals. La seva família va acollir a uns habitants pobres i va sol·licitar un apartament millor. Un dels veïns va denunciar que era una religiosa amb icones al seu apartament i que portava els fills a l'església. A Varavva se li va dir que renunciés a la seva fe si volia un apartament millor, i es va negar. El 1959, el director de l'escola va veure els seus fills anar a l'església, i ell va contactar amb ella i li va dir que deixés que el seu fill s'unís als Pioners. Ella va negar-se perquè ho considerava una organització antireligiosa. Finalment va trobar un apartament a Lvov (ella venia de Minsk), però els professors de l'escola la van denunciar i la van investigar. El seu cas va ser rellevant perquè quan els soviètics van començar a expulsar els nens dels serveis de l'església, Varavva va presentar una petició al plenipotenciari principal de CROCA a Belarús, a qui va argumentar que tenia un dret constitucional d'educar els seus fills com a cristians. El plenipotenciari principal va trucar personalment a la catedral de Minsk i els va ordenar que donessin els sagraments als nens de Varavva al santuari perquè altres no la veiessin. Varavva no estava satisfeta amb això, però va lluitar, en principi, perquè altres nens també poguessin prendre els sagraments. Això va fer que destaqués a la premsa soviètica. Se la va presentar com una dona intolerosa i agressiva que feia bullying a l'escola i als professors i que el seu fill era ateu obligat per la seva mare a anar a l'església. La premsa soviètica també va informar sobre reunions de pares i mares que van votar per privar a Varavva dels seus drets parentals.
El famós monestir de Lavra de Potxaev, que havia estat al territori que l'URSS va annexionar des de Polònia, va patir una persecució considerable en aquest període i després. El 1959 van començar a preocupar-se quan el soviet local va intentar privar el monestir del seu subsidi confiscant les seves deu hectàrees de camps i edificis agrícoles destinats a la collita. Després el van privar d'un apiari que contenia més de 100 ruscs. El monestir va continuar rebent suport econòmic dels pelegrins i de la comunitat local, que el van mantenir funcional. El 1960, les autoritats van prohibir que es realitzessin obres de restauració a les instal·lacions, així com visites durant la nit dels pelegrins. Per aplicar-ho, la milícia va començar a atacar el monestir de nit, fent fora als pelegrins que dormien al pati o a la catedral principal que els monjos havien mantingut oberta per devoció durant 24 hores. Al mateix temps, la policia va començar a atacar cases particulars als voltants destinades als pelegrins. Els pelegrins van ser insultats verbalment i sovint colpejats greument, cosa que va provocar diverses víctimes mortals. El 1961 les autoritats van confiscar el palau del bisbe, que havia estat utilitzat per allotjar els pelegrins. Els monjos d'altres monestirs que havien estat tancats havien vingut a viure a la Lavra de Potxaev però van ser expulsats per la milícia en el moment de la desamortització del palau del bisbe.
Es van utilitzar molts mètodes per buidar el monestir. Alguns monjos que estaven completament sans al monestir, van ser trobats per la Junta Militar del Districte de Potxaev malalts mentals, i van ser incarcerats a la força a un hospital mental i "tractats" per la seva suposada malaltia de manera que un d'ells, un jove de 35 anys, va morir després de pocs mesos de “tractament”. Una altra comissió va diagnosticar sis monjos sans amb malalties infeccioses, cosa que va permetre la seva retirada. Tretze monjos van ser reclutats pel servei militar i enviats a tallar arbres al nord i no se'ls va permetre tornar a Potxaev. Una novícia va arribar al rescat de dones pelegrines que van ser colpejades per la milícia una nit i la milícia la va colpejar salvatgement com a resposta, mentre que el KGB després la va expulsar del monestir.
El 1962, les autoritats van reduir de 146 a 36 el nombre de monjos. Va començar el març del 1962 quan van comunicar als monjos que tenien previst tancar el monestir i que havien de tornar al seu lloc de naixement. Els monjos s'hi van negar i les autoritats van començar a amenaçar-los de mort si no hi complien. Van treure els permisos de residència d'alguns dels monjos i van fer pressió als més ancians del monestir per expulsar-los. Els ancians tampoc no en van fer cas. Al setembre, la milícia va començar a segrestar monjos en camions per després conduir-los de nou als seus pobles nadius La propaganda oficial afirmava que els monjos havien abandonar el monestir voluntàriament.
Van ser sotmesos a una intensa campanya de premsa on els seus habitants eren representats com un niu de dropos, grassos, cobdiciosos i luxuriosos que violaven les joves pelegrines i robaven els diners a la gent. La seva història també va ser difamada i es va descriure el lloc com un niu de traïdors que van ajudar diferents exèrcits a atacar Rússia des de l'edat mitjana fins a la Segona Guerra Mundial. Fins i tot va ser acusat de deslleialtat per haver condemnat Ivan el Terrible. Les autoritats es van esforçar molt a tancar la Larva de Potxaev mitjançant assetjament continuat i persecucions indirectes, però van fracassar. Aquest cas va rebre molta publicitat que va anar més enllà de la Unió Soviètica (incloses les Nacions Unides), i molta informació dels fets va escapar de l'URSS (d'aquí que hi ha un excel·lent registre en comparació amb moltes altres casos de la campanya de Krushchov) i el monestir també va rebre molt suport de la població local, que fins i tot de vegades va defensar físicament els monjos de la milícia; aquests factors van contribuir a la seva supervivència continuada.
Els que reclamaven van intentar arribar al Patriarca, però era impotent per fer res i resoldre la situació. Els que es van queixar d'abusos van ser acusats de calumniar el govern soviètic i els monjos que ho van sol·licitar a Moscou van ser expulsats del monestir al seu retorn. Un funcionari públic a Moscou va comentar als peticionaris
| « | Segons la meva opinió, tots els creients són psicològicament anormals i és totalment natural que siguin enviats a hospitals mentals ... el nostre objectiu és liquidar la religió el més ràpidament possible; de moment el tolerem parcialment per raons polítiques, però quan es produeixi una oportunitat favorable no només tancarem el monestir, sinó totes les esglésies i monestirs. | » |

El 12 de juny de 1964, una dona de 33 anys que havia fet un jurament de virginitat anomenada Marfa Gzhevskaia va ser atacada per la milícia, que la va violar i li va causar ferides que van suposar la seva mort l'endemà. Els metges, sota instruccions de la policia, van diagnosticar que havia mort per problemes pulmonars aguts. La policia esperaria a la nit als lavabos públics i capturaria les persones que s'hi acostessin, confiscaria els seus diners, els colpejaria i els violaria si eren dones.
El 20 de novembre de 1964, quatre monjos van ser atacats a les seves cel·les per la policia i enviats a la presó amb acusacions falses. Un dels monjos va ser enviat a una institució mental on li van posar injeccions que el van convertir en un invàlid la resta de la seva vida.
Les persecucions del monestir es van aturar el 1964 quan Khruschev va abandonar el poder. Tanmateix, hi va haver una certa persecució després del 1964. Diversos monjos van morir després de ser torturats el 1965, i es van fer unes quantes detencions el 1966.
La gent va continuar convertint-se a la religió amb frustració del govern i es va mantenir tenaçament estesa entre la població soviètica. Alguns estudiosos han especulat que l'intent soviètic d'eliminar la religió era unachievable irrenunciable perquè la religió era una necessitat intrínseca dels humans i el comunisme no era un substitut viable.
Es calcula que 50.000 clergues havien estat executats al final de l'era Nikita Khrusxov des de 1917.